# Rochinia griffini
Rochinia griffini is een krabbensoort uit de familie van de Epialtidae. De wetenschappelijke naam van de soort is voor het eerst geldig gepubliceerd in 1989 door Davie & Short.